# Jean Charles Guillaume Le Prévost de Beaumont
 (novembre 2011).
Si vous disposez d'ouvrages ou d'articles de référence ou si vous connaissez des sites web de qualité traitant du thème abordé ici, merci de compléter l'article en donnant les références utiles à sa vérifiabilité et en les liant à la section « Notes et références ».
Jean-Charles-Guillaume Le Prévôt de Beaumont, né à Beaumont-le-Roger le 24 novembre 1726 et mort à Bernay le 22 décembre 1823 est un avocat français.

## Biographie

### Jeunesse et études
Le Prévost effectue des études de droit.

### Parcours professionnel
Il s'installe à Paris, où il occupe une position honorable en qualité de secrétaire et d’avocat du clergé de France.
En 1768, le hasard lui fit prendre connaissance de documents qui, croyait-il, ne laissaient aucun doute sur l’existence d’un pacte de famine qui visait à acheter à bas prix et d’accaparer le blé de France et de le stocker afin de le faire enchérir les années de bonne récolte, et de le rendre plus cher encore les années de disette, afin de revendre à un prix exorbitant ce qui était gardé dans des magasins hors du royaume et notamment dans les îles de Jersey et Guernesey. Il s'agissait d'une rumeur sans fondement, née d'une mauvaise circulation des céréales au sein du royaume, sinon peut-être dans quelques cas régionaux très limités et non coordonnés ; la correspondance diplomatique, conservée au ministère des Affaires étrangères, montre au contraire que, pendant les années de disette, l'administration faisait acheter du blé à l'étranger pour nourrir la population du royaume.
Le Prévost de Beaumont dénonça ce pacte de famine au Parlement de Rouen. Il accusa également le contrôleur général des finances Clément Charles François de L’Averdy d’avoir créé un monopole du commerce du blé et de s’être enrichi personnellement. Les accusations de Jean Charles Guillaume Le Prévost dérangeaient tellement qu’il fut arrêté le 17 novembre 1768 et conduit à la Bastille. Ceci lui valut d’être emprisonné pendant 21 ans sous les règnes de Louis XV et Louis XVI dans cinq prisons françaises : la Bastille de 1768 à 1769, le donjon de Vincennes les 15 années suivantes, l'asile de Charenton en 1784, Bicêtre jusqu’en 1787, et enfin Bercy de 1787 à 1789. Il a laissé le récit de sa captivité, édité en 1791 sous le titre Prisonnier d’État Jean Charles Guillaume Le Prévost ou tableau historique de la captivité de J.C. G. Le Prévost de Beaumont.
Libéré, le 5 septembre 1789, de la prison de Bercy, où l’avait fait conduire le lieutenant de police Louis Thiroux de Crosne il se remit à écrire, maintenant après 21 années de sévices divers dans les prisons royales, les accusations qui l’avaient fait embastiller. Il n’avait plus pour vivre qu’une modique pension qui lui avait été accordée par l’État en dédommagement de sa captivité.

## Dans la littérature
Le Prévôt de Beaumont est un personnage du roman Le Sang des farines de Jean-François Parot dans lequel le commissaire Nicolas Le Floch lui rend visite en 1775 dans sa cellule du château de Vincennes.